# Afdragsfrit lån
Udtrykket afdragsfrit lån beskriver en type lån uden løbende afdrag i dele af (eller hele) lånets løbetid.

## Afdragsfrie realkreditlån i Danmark
Afdragsfrie realkreditlån blev introduceret i Danmark i 2003 og er siden blevet meget populære. Ved udgangen af 2014 udgjorde afdragsfri lån 52 % af det samlede realkreditlån. Tallet har været nogenlunde konstant siden 2010. Ud af samtlige afdragsfri lån var de 79 % med rentetilpasning. Andelen af afdragsfrie lån til ejerboliger og fritidshuse alene lå på 61 pct., mens andelen var noget lavere for realkreditinstitutternes øvrige kundetyper.

### Betalingsforløb med afdragsfrie lån
I afdragsfrie perioder skal man alene betale rente og bidrag på lånet. Lånets hovedstol skal naturligvis stadig betales, så afdragsfrihed i én periode fører til tilsvarende større afdrag i resten af løbetiden (evt. som en enkelt betaling ved afdragsfrihedens afslutning eller lånets udløb).

### De afdragsfrie låns indflydelse på huspriserne
De afdragsfrie lån og skattestoppets nominalprincip, der fastfrøs ejendomsværdiskatten – ikke bare i procent, men i kroner og øre – fremhæves ofte som forklaring på, at korrektionen på det danske ejendomsmarkedfra 2007 og frem, hvor boligpriserne faldt kraftigt, angiveligt var kraftigere end i andre lande.
Økonomen Jens Kjær Sørensen har formuleret risikoen ved variabelt forrentede og afdragsfrie lån således:
| Citat                          | Boligejere med disse risiko-lån kan komme i en gevaldig klemme i det øjeblik, de mange hjælpepakker til økonomien begynder at virke. For så begynder inflationen igen at stige. Sker det, vil det med noget nær sikkerhed føre til renteforhøjelser i de fleste europæiske lande, herunder Danmark, fordi den europæiske centralbank ECB har et erklæret mål om at holde inflationen nede. Derfor er det meget risikabelt, når vi herhjemme nu ser en øget anvendelse af de afdragsfrie lån. Det var netop dem, der i perioden 2003 til 2006 fik boligpriserne til at gå amok og danskerne til at øge deres gæld alt for voldsomt | Citat |
| cand.polit. Jens Kjær Sørensen | |       |

Økonomi- og Erhvervsministeriet beregnede i 2008 at indførelsen af afdragsfrie lån havde betydet en stigning i huspriserne på 5% siden indførelsen. Andre institutioner er kommet frem til højere tal. Nationalbanken analyserede således i sin kvartalsoversigt i 2011 virkningerne for huspriserne af såvel afdragsfri lån som rentetilpasningslån og udhulingen af ejendomsværdiskatten som følge af skattestoppets nominalprincip. Analysens konklusion var, at de tre forhold alle havde medvirket til den kraftige boligprisstigning fra 1999 til 2007. Stigningen, der var på 71 %, ville ifølge beregningerne "kun" have været på 40 % uden disse forhold. Af den samlede merstigning vurderedes indførelsen af nominalprincippet isoleret set at have medført en prisstigning på mellem 5 og 9 %, mens de to nye lånetyper hver især tegnede sig for halvdelen af den resterende merstigning.

## Fodnoter
1. ↑  "Afdragsfrit lån - ja tak". 2009-02-24. Hentet 2018-12-01.
2. ↑  Markedsudviklingen i 2014 for Realkreditinstitutter. Finanstilsynets hjemmeside 12. maj 2015. Hentet 5. juni 2016. (Webside ikke længere tilgængelig)
3. ↑  Afdragsfrie lån: Billige i starten – dyre i længden, Lars Erik Skovgaard, Business.dk 19. april 2013
4. ↑  Boligejere i klemme: Afdragsfri lån udløber, Newspaq, Avisen.dk 29. december 2014
5. ↑  Overvismand: Skattestoppet gjorde krisen værre- Politiken, 8. august 2009
6. ↑  Kraftig advarsel mod afdragsfrie lån - Dine penge, 30.april 2009
7. ↑  "Notat om afdragsfrie lån og prisstigninger på boligmarkedet". Økonomi- og Erhvervsministeriet. 2008-10-09. Arkiveret fra originalen 5. marts 2016. Hentet 2009-07-24.
8. ↑   Boligboblen der bristede: Kan boligpriserne
forklares? Og kan deres udsving dæmpes? Artikel af Niels Arne Dam, Tina Saaby Hvolbøl, Erik Haller Pedersen, Peter Birch
Sørensen og Susanne Hougaard Thamsborg, Økonomisk Afdeling i Danmarks Nationalbank. Nationalbankens Kvartalsoversigt 1. kvartal 2011, del 1.

| Økonomi | Spire Denne artikel om økonomi er en spire som bør udbygges. Du er velkommen til at hjælpe Wikipedia ved at udvide den. |